# Kalamb
Kalamb är en ort i Indien.   Den ligger i distriktet Pune och delstaten Maharashtra, i den sydvästra delen av landet, 1 100 km söder om huvudstaden New Delhi. Kalamb ligger 629 meter över havet och antalet invånare är 27 287.
Terrängen runt Kalamb är huvudsakligen platt, men åt sydväst är den kuperad. Kalamb ligger nere i en dal. Runt Kalamb är det ganska tätbefolkat, med 199 invånare per kvadratkilometer. Kalamb är det största samhället i trakten. Trakten runt Kalamb består till största delen av jordbruksmark.